# Херонімо Барбадільйо
Херонімо Барбадільйо (ісп. Gerónimo Barbadillo, нар. 24 вересня 1954, Ліма) — перуанський футболіст, що грав на позиції правого вінгера.
Один з найсильніших гравців в історії мексиканського «УАНЛ Тигрес». Грав за національну збірну Перу, у складі якої був чемпіоном Південної Америки 1975 року та учасником чемпіонату світу 1982 року.

## Клубна кар'єра
У дорослому футболі дебютував 1972 року виступами за команду клубу «Спорт Бойз», в якій провів один сезон. 
Протягом 1974—1975 років захищав кольори команди клубу «Дефенсор Ліма».
Своєю грою за останню команду привернув увагу представників тренерського штабу мексиканського «УАНЛ Тигрес», до складу якого приєднався 1975 року. Відіграв за монтеррейську команду наступні сім сезонів своєї ігрової кар'єри. Був ключовим гравцем «УАНЛ Тигрес» того періоду, а також вважається одним з найкращих футболістів клубу за всю історію. Єдиний гравець «тигрів», чий ігровий номер (№ 7) було виведено з обігу та навіки закріплено за ним.
Після чемпіонату світу 1982 року з'явився предметний інтерес до Барбадільйо від європейських клубів, один з яких, італійський  «Авелліно», що на той час виступав в елітній Серії A, поповнив перуанцем свою команду влітку того ж 1982 року. У цій команді Барбадільйо провів три сезони, протягом яких «Авелліно» насамперед боровся за збереження місця у найвищому дивізіоні.
1985 року перейшов до «Удінезе», іншого тогочасного аутсайдера Серії A. Провів за команду з Удіне сезон 1985/86, після яого закінчив професійну кар'єру.

## Виступи за збірну
1973 року дебютував в офіційних матчах у складі національної збірної Перу.
У складі збірної був учасником розіграшу Кубка Америки 1975 року, зокрема виходив на поле у двох з трьох матчів, що складали фінал змагання, в яких перуанці здолали збірну Колумбії, здобувши таким чином другий у своїй історії титул континентального чемпіона.
Був учасником чемпіонату світу 1982 року, що проходив в Іспанії, взявши участь у всіх трьох матчах своєї збірної на турнірі. У своїй групі Перу почало з нічиїх проти збірних Камеруну і Італії, проте розгромна поразка в останній грі від збірної Польщі (1:5) перекреслила їх надії на вихід до другого групового етапу.
Загалом протягом кар'єри у національній команді, яка тривала до 1985 року, провів у її формі 19 матчів, забивши 3 голи.

## Титули і досягнення
- Володар Кубка Америки (1):

Перу: 1975
- Чемпіон Мексики (2):

«УАНЛ Тигрес»: 1977-1978, 1981-1982
- Володар Кубка Мексики (1):

«УАНЛ Тигрес»: 1976